# Liste der Monuments historiques in Candé
Die Liste der Monuments historiques in Candé führt die Monuments historiques in der französischen Gemeinde Candé auf.

## Liste der Bauwerke
| Bezeichnung        | Beschreibung                       | Standort | Kennzeichnung | Schutzstatus | Datum | Bild           |
| ------------------ | ---------------------------------- | -------- | ------------- | ------------ | ----- | -------------- |
| Schloss La Saulaie | Erbaut ab dem 15. Jahrhundert      | (Lage)   | PA49000072    | Inscrit      | 2008  | weitere Bilder |
| Windmühle          | Erbaut im 18. oder 19. Jahrhundert | (Lage)   | PA00109002    | Inscrit      | 1975  | weitere Bilder |

## Liste der Objekte

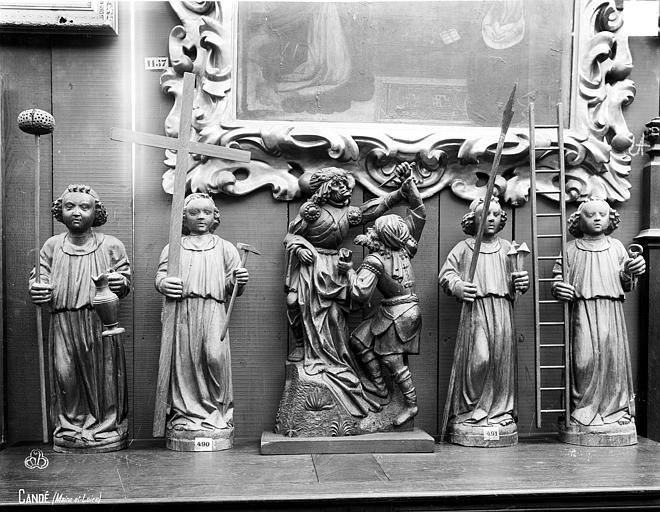
Skulpturen in der Kirche St-Denis (15. Jahrhundert)

- Monuments historiques (Objekte) in Candé in der Base Palissy des französischen Kultusministeriums